# Un léopard sur le garrot
Un léopard sur le garrot, sous-titré Chroniques d'un médecin nomade, est un récit autobiographique de Jean-Christophe Rufin, publié aux éditions Gallimard le 31 janvier 2008.

## Résumé
Le livre s'ouvre sur une épigraphe qui donne son titre à l'ouvrage : 

« J'errais, cavale du Zambèze,
courant et ruant aux étoiles
Rongée d'un mal sans nom,
Comme d'un léopard sur le garrot. »

— Éthiopiques, Léopold Sédar Senghor
De son enfance berruyère passée avec son grand-père médecin à ses études puis ses engagements humanitaires, l'auteur y raconte son parcours de médecin. Mais aussi ses tiraillements entre une médecine humaniste qui se focalise sur le patient et une médecine scientifique qui le déshumanise. Parfois nostalgique, l'auteur ne se livre pas pour autant à une critique systématique. Lui, a trouvé sa propre voie : « Jamais je n'ai été si peu médecin qu'aujourd'hui. Et pourtant, jamais je n'ai été plus proche de la vocation qui m'a fait choisir ce métier », explique-t-il.
Jean-Christophe Rufin aborde parallèlement de nombreux thèmes évoqués dans ses autres essais : les coulisses de l'engagement humanitaire, les débats qui opposent les ONG, son action auprès de ministères, ses fonctions diplomatiques et finalement son chemin vers l'écriture.

## Éditions
- Éditions Gallimard, 2008  (ISBN 9782070782901)[1]
- Éditions Gallimard, coll. « Folio » no 4905, 2009  (ISBN 9782070359912).